# 秋鹿郡
- 令制国一覧 > 山陰道 > 出雲国 > 秋鹿郡
- 日本 > 中国地方 > 島根県 > 秋鹿郡

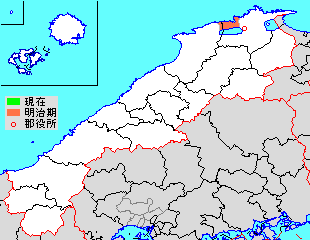
島根県秋鹿郡の位置

秋鹿郡（あいかぐん）は島根県（出雲国）にあった郡。

## 郡域
1879年（明治12年）に行政区画として発足した当時の郡域は、下記の区域にあたる。
- 松江市の一部（西浜佐陀町、古志町、鹿島町佐陀宮内、鹿島町佐陀本郷、鹿島町片句以西）
- 出雲市の一部（美野町・野郷町・地合町）

## 歴史

### 古代
律令制度発足と同時に設置されたと考えられる。『出雲国風土記』によれば、郡の名前はこの地にかつて秋鹿日女命（あいかひめのみこと）が住んでいたことに因むという。郡家は多太郷にあった。
農業や日本海・宍道湖双方の漁業でもって栄えた。比較的狭い地域であり、江戸時代には松江城が築かれた旧島根郡や現在の松江駅のある意宇郡方面が繁栄したためその後背地となった。

#### 郷里
天平5年（733年）2月30日に成立したとされる『出雲国風土記』には4つの郷の内に12の里があり、それとは別に神戸里があったと記されている。4つの郷にはそれぞれ3つの里があった。
- 惠曇郷 - 惠伴郷から神亀3年（726年）に改名した。現在の松江市鹿島町恵曇、古浦、武代、佐陀本郷辺り。
- 多太郷 - 現在の松江市岡本町、秋鹿町、西長江町、東長江町、古曽志町の一部辺り。
- 大野郷 - 現在の松江市大野町、岡本町、大垣町、上大野町、魚瀬町辺り。
- 伊農郷 - 伊努郷から神亀3年（726年）に改名した。現在の出雲市美野町、野郷町、地合町辺り。
- 神戸里 - 現在の松江市鹿島町佐陀宮内、名分、松江市古志町の北側辺り。

#### 式内社
『延喜式』神名帳に記される郡内の式内社。
| 神名帳              | 神名帳          | 神名帳 | 神名帳               | 比定社                    | 比定社                        | 比定社         | 集成 |
| 社名                | 読み            | 格     | 付記                 | 社名                      | 所在地                        | 備考           | 集成 |
| ------------------- | --------------- | ------ | -------------------- | ------------------------- | ----------------------------- | -------------- | ---- |
| 秋鹿郡 10座（並小） |                 |        |                      |                           |                               |                |      |
| 佐陁神社            | サタノ          | 小     |                      | 佐太神社                  | 島根県松江市鹿島町佐陀宮内73  | （出雲国二宮） |      |
| 宇多紀神社          | ウタキノ        | 小     |                      | 合祀：佐太神社            | 同上                          |                |      |
| 大井神社            |                 | 小     |                      | 大井神社                  | 島根県松江市鹿島町名分1242    |                |      |
| 日田神社            | ヒタノ          | 小     |                      | 日田神社                  | 島根県松江市鹿島町佐陀宮内73  | 佐太神社境内社 |      |
| 御井神社            | ミヰノ          | 小     |                      | （廃絶）                  | （廃絶）                      |                |      |
| 御井神社            | ミヰノ          | 小     | 合祀：秋鹿神社       | 島根県松江市秋鹿町2853    |                               |                |      |
| 内神社              | ウチノ          | 小     |                      | 内神社                    | 島根県松江市大垣町746         |                |      |
| 垂水神社            | タルミノ        | 小     |                      | 垂水社                    | 島根県松江市鹿島町佐陀宮内73  | 佐太神社境内社 |      |
| 垂水神社            | タルミノ        | 小     | （論）合祀：国司神社 | 島根県松江市西長江町512   |                               |                |      |
| 恵曇神社            | ヱトモノ ヱツミ | 小     |                      | （論）恵曇神社            | 島根県松江市鹿島町佐陀本郷655 |                |      |
| 恵曇神社            | ヱトモノ ヱツミ | 小     | （論）恵曇神社       | 島根県松江市鹿島町恵曇374 |                               |                |      |
| 許曽志神社          | コソシノ        | 小     |                      | 許曽志神社                | 島根県松江市古曽志町466       |                |      |
| 大野津神社          | オホノツノ      | 小     |                      | 大野津神社                | 島根県松江市大野町243         |                |      |
| 凡例を表示          |                 |        |                      |                           |                               |                |      |

1. ↑  2文字目は「こざと偏に「施」の右部」。

### 近世以降の沿革

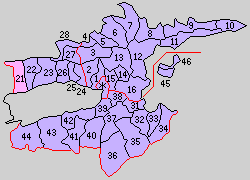
21.伊野村 22.大野村 23.秋鹿村 24.古志村 25.古曽志村 26.長江村 27.佐太村 28.恵曇村（紫：松江市 桃：出雲市 1 - 16は島根郡 31 - 46は意宇郡）

- 明治初年時点で、全域が出雲松江藩領であった。「旧高旧領取調帳データベース」に記載されている明治初年時点での村は以下の通り[2]。（15村8浦）

長江村、古曽志村、大垣村、秋鹿村、岡本村、伊野村下分、伊野村上分、伊野浦、畑浦、大野村上分、大野村下分、魚瀬浦、鎌田浦、佐陀本郷村、佐陀宮内村、成相寺村、荘村、古志村、武代村、江角浦、手結浦、片句浦、古浦
- 明治4年
  - 7月14日（1871年8月29日） - 廃藩置県により松江県の管轄となる。
  - 11月15日（1871年12月26日） - 第1次府県統合により島根県の管轄となる。
- 明治8年（1875年）9月5日[7]（15村6浦）
  - 長江村が分割して西長江村・東長江村となる。
  - 伊野浦・畑浦が合併して地合浦となる。
  - 成相寺村・荘村が合併して成荘村となる。
  - 鎌田浦が魚瀬浦に合併。
- 明治9年（1876年）5月6日[7] - 伊野村下分が美野村に、伊野村上分が野郷村にそれぞれ改称。
- 明治12年（1879年）1月12日 - 郡区町村編制法の島根県での施行により行政区画としての秋鹿郡が発足。「島根秋鹿意宇郡役所」が島根郡松江城下に設置され、同郡および意宇郡とともに管轄。
- 明治22年（1889年）4月1日 - 町村制の施行により、下記の各村が発足。特記以外は全域が現・松江市。（8村）
  - 伊野村 ← 美野村、野郷村、地合浦（現・出雲市）
  - 大野村 ← 大野村上分、大野村下分、魚瀬浦
  - 秋鹿村 ← 大垣村、岡本村、秋鹿町[8]、秋鹿村
  - 古志村 ← 浜佐陀村[9]、西谷村[9]、古志村
  - 古曽志村 ← 古曽志村、成荘村
  - 長江村 ← 西長江村、東長江村
  - 佐太村 ← 佐陀宮内村、佐陀本郷村、武代村
  - 恵曇村 ← 古浦、江角浦、手結浦、片句浦
- 明治29年（1896年）4月1日 - 郡制の施行のため、「島根秋鹿意宇郡役所」の管轄地域をもって八束郡が発足。同日秋鹿郡廃止。